# Rhabditis gracilicauda
Rhabditis gracilicauda är en rundmaskart. Rhabditis gracilicauda ingår i släktet Rhabditis, och familjen Rhabditidae. Arten är reproducerande i Sverige.